# Bäckseda-Korsberga pastorat
Bäckseda-Korsberga pastorat ingick i Njudungs kontrakt, Växjö stift och omfattade församlingar i Vetlanda kommun. År 2018 upphörde pastoratet och ingående församlingar överfördes till Vetlanda pastorat.
Pastoratet bildades 2006 när Bäckseda och Korsberga församlingar bildade ett gemensamt pastorat där även Nye, Näshult och Stenberga församling kom att ingå.
Pastoratskod var 061207.